# 数学模型

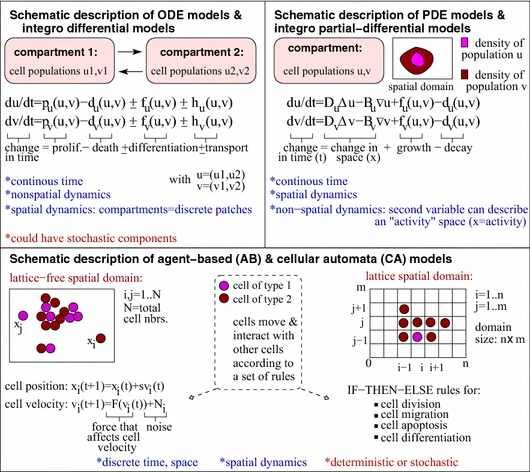
免疫學的數學模型。左上：常微分方程。右上：偏微分方程。左下：個體為本模型。右下：細胞自動機。

數學模型（mathematical model）是使用數學來將一個系統簡化後予以描述。數學模型廣泛應用在自然科學（如物理學、化學、生物學、宇宙學）、工程学科（如计算机科学，人工智能）、以及社會科學（如經濟學、心理學、社會學和政治科學）上。科學家和工程師用模型來解释一个系统，研究不同组成部分的影响，以及对行为做出预测。常見的模型包括動態系統、概率模型、微分方程或賽局模型等等。描述不同對象的模型可能有相同的形式，同一個模型也可能包含了不同的抽象結構。

## 分类
数学模型通常由关系与变量组成。关系可用算符描述，例如代数算符、函数、微分算符等。变量是关注的可量化的系统参数的抽象形式。算符可以与变量相结合发挥作用，也可以不与变量结合。 通常情况下，数学模型可被分为以下几类：
- 线性与非线性：在数学模型中，如果所有变量表现出線性關係，由此产生的数学模型为线性模型。否则，就为非线性模型。对线性与非线性的定义取决于具体数据，线性相关模型中也可能含有非线性表达式。例如，在一个线性统计模型（英语：Linear model）中，假定参数之间的关系是线性的，但预测变量可能是非线性的。同理，如果一个微分方程定义为线性微分方程，指的是它可以写成线性微分算子的形式，但其中仍可能有非线性的表达式。在数学规划模型中，如果目标函数和约束条件都完全可以由线性方程表示，那么模型为线性模型。如果一个或多个目标函数或约束表示为非線性方程，那么模型是一个非线性模型。
即使在相对简单的系统中，非线性也往往与混沌和不可逆性等现象有关。虽然也有例外，非线性系统和模型往往比线性研究起来更加困难。解决非线性问题的一个常见方法是线性化，但在尝试用来研究对非线性依赖性很强的不可逆性等方面时就会出现问题[2]。
- 静态与动态：动态模型对系统状态随时间变化情况起作用，而静态（或稳态）模型是在系统保持平稳状态下进行计算的，因而与时间无关。动态模型通常用微分方程描述。
- 显式与隐式：如果整体模型的所有输入参数都已知，且输出参数可以由有限次计算求得（称为线性规划，不要与上面描述的线性模型相混淆），该模型称作显式模型。但有时输出参数未知，相应的输入必须通过迭代过程求解，如牛顿法（如果是线性模型）或布洛登法（英语：Broyden's method）（如是非线性模型）。例如喷气发动机物理特性如涡轮和喷管喉道面积，可以在给定特定飞行条件和功率设置的热力学循环（空气和燃油的流量、压力、温度）的情况下显式计算出来，但不能用物理性质常量显式计算出其他飞行条件和功率设置下发动机的工作周期。
- 离散与连续：离散模型（英语：Discrete modelling）将对象视作离散的，例如分子模型中的微粒，又如概率模型中的状态。而连续模型（英语：Continuous modelling）则由连续的对象所描述，例如管道中流体的速度场，固体中的温度和压力，电场中连续作用于整个模型的点电荷等。
- 确定性与概率性（随机性）：确定性模型是所有变量集合的状态都能由模型参数和这些变量的先前状态唯一确定的一种模型；因此，在一组给定的初始条件下确定性模型总会表现相同。相反，在随机模型（通常成为“概率模型”）中存在随机性，而且变量状态并不能用唯一值来描述，而用概率分布来描述。
- 演绎，归纳与漂移：演绎模型是建立在理论上的一种逻辑结构。归纳模型由实证研究及演绎模型推广而得。漂移模型则既不依赖于理论，也不依赖于观察，而仅仅是对预期结构的调用。[3] 当数学应用在经济学以外的社会科学时，此类模型一直被批评为毫无根据的模型。科学中在突变理论（英语：Catastrophe theory）的应用已被定性为漂移模型。[4]

## 建模的過程

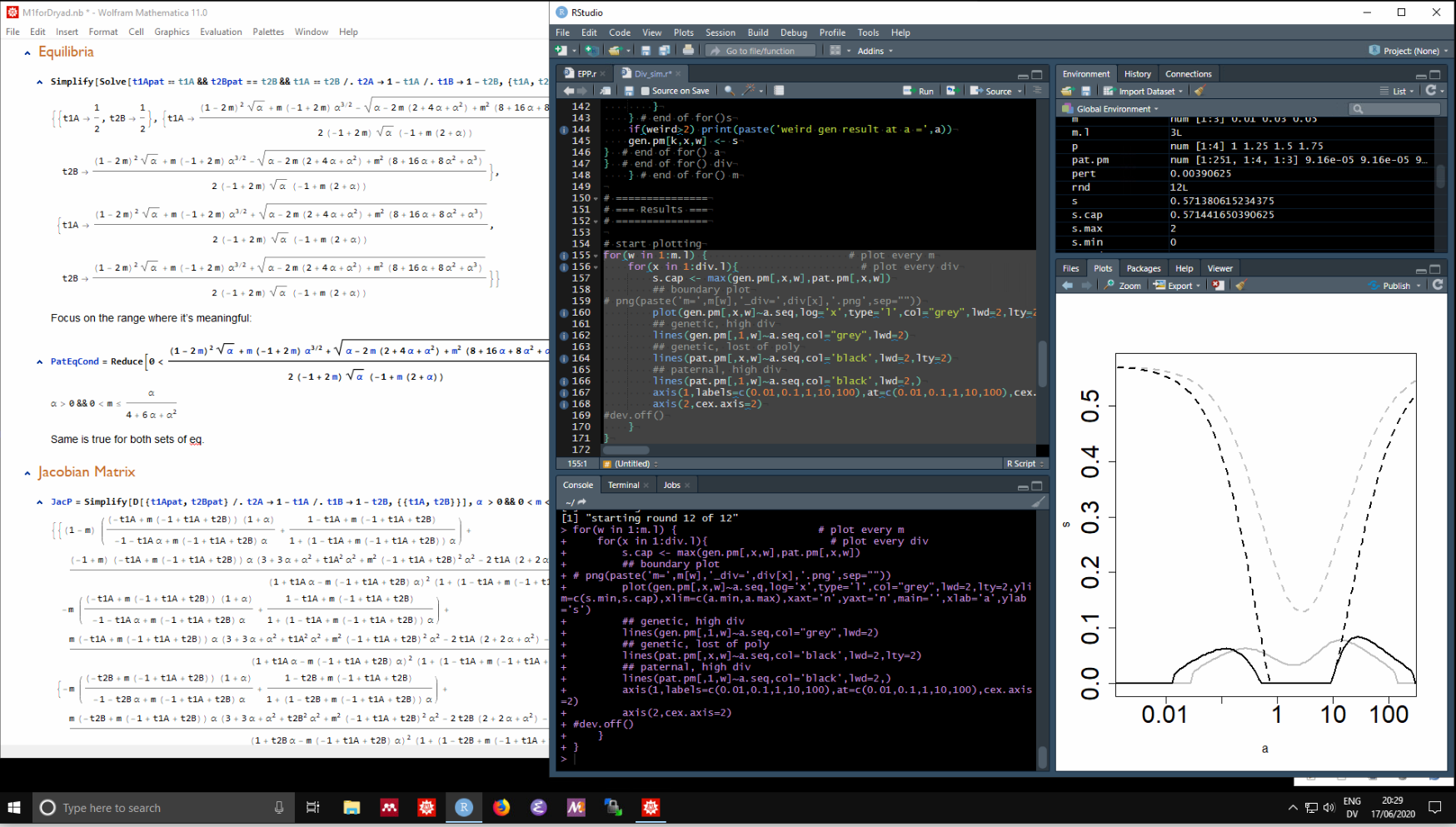
在電腦上的一個演化生物學模型。

### 分析问题
首先必須明白問題的本質，才能將之轉換成操作定義和數學符號。根據已知資訊的多寡，模型可以分為三類：
1. 白箱模型：指那些内部规律比较清楚的模型。如力学、热学、电学以及相关的工程技术问题[5]。
2. 灰箱模型：指那些内部规律尚不十分清楚，在建立和改善模型方面都还不同程度地有许多工作要做的问题。如气象学、生态学、经济学等领域的模型[6]。
3. 黑箱模型：指一些其内部规律还很少为人们所知的现象。如生命科学、社会科学等方面的问题。但由于因素众多、关系复杂，也可简化为灰箱模型来研究[7]。

### 簡化
模型描述的是理想化的情境，如 George E. P. Box 所言：「所有的模型都是錯的，但有些很有用」。判斷哪些核心部件必須保留、哪些可以簡化是建模的重要步驟。如果所有的細節都包含在內，模型和真實世界是一樣的，則沒有使用模型的意義。
物理中常用的若干简化模型包括无质量的绳子、点粒子、理想氣體以及無限深方形阱。用简单方程表示的物理定律有牛顿定律、馬克士威方程組和薛定谔方程等。这些定律都是建立在实际情况的数学模型基础上的。许多实际情况是非常复杂的，因此要用电脑进行模拟，计算可行的模型是建立在基本定律或基本定律的近似模型上的。例如，分子可以用薛定谔方程的近似解分子轨道模型进行模拟。在工程中，物理模型通常运用的数学方法如有限元分析。不同数学模型使用不同的几何学，但所使用的不一定是描述宇宙最准确的几何学。欧几里得几何多用在经典物理学中，而狭义相对论和廣義相對論都是不使用欧几里得几何的理论。
在數理生物學中，哈溫定律描述一個無限大的族群、裡面隨機交配、沒有天擇或突變。族群遺傳學模型常假設固定的族群大小。計量遺傳學模型則假設連續性狀。

### 建立模型
決定实际问题中的各种因素，轉換為变量表示。接著應分析这些变量之间的关系，哪些是相互依存的，哪些是独立的，他们具有什么样的关系，用合理的數學式表示這些關係。根据实际问题选用合适的数学框架（典型的有优化问题，配置问题等等），并具体的应用问题在这个数学框架下表出，並用合适的算法求解数学框架下表出的问题。在這個過程中可能用到计算机模拟和编程，常用的数学工具软件包括MATLAB和Mathematica。

### 分析結果
最後使用计算结果解释实际问题，并且分析结果的可靠性。這時常需用到各種信息可視化的技巧。

## 科學應用
数学模型廣泛應用在各領域科学中，包括經濟學模型、族群生物學、計量生物學、流行病學、複雜系統、工程學等，物理理論几乎无一例外會利用数学模型表示。
纵观科學史，能夠量化和建立数学模型往往是一門學科發展成熟的指標，學科的進步常常源自新證據讓科學家可以建立更精確、更通用的模型。在生物學，現代生物綜論提出的各種數學模型讓演化生物學成為一門可以量化的學科。在物理學，牛顿运动定律准确地描述了许多日常现象，但在接近光速或是微觀層級時，这些定律就不适用，而需要用相对论或量子力学。

一个状态图

### 例子
- 计算机科学中的一个常见模型是各种自动机，如用抽象数学概念定义的确定有限状态自动机（DFA），但是由于DFA的确定性性质，可以用硬件或软件来实现以解决各种具体问题。
- 许多日常活动都暗含着数学模型的运用。把地球的一个区域投影在小的地图平面上就是一个模型，[15] 该模型可以用来规划旅行。
- 人口增長：一個簡單（但粗略）的人口增長模型為马尔萨斯增长模式；另一個較理想且被大量使用的人口增長模型為逻辑函数和其延伸[5]。
- 位能場中的粒子模型：在此模型中，粒子被視為一個質量為m的點，其軌跡為一將時間映射至其空間座標的函數x : R → R3，位能場由一函數V:R3 → R給定，則其軌跡為如下微分方程的解：

{\displaystyle -{\frac {\mathrm {d} ^{2}\mathbf {r} (t)}{\mathrm {d} t^{2}}}m={\frac {\partial V[\mathbf {r} (t)]}{\partial x}}\mathbf {\hat {x}} +{\frac {\partial V[\mathbf {r} (t)]}{\partial y}}\mathbf {\hat {y}} +{\frac {\partial V[\mathbf {r} (t)]}{\partial z}}\mathbf {\hat {z}} ,}
也可以写作
{\displaystyle m{\frac {\mathrm {d} ^{2}\mathbf {r} (t)}{\mathrm {d} t^{2}}}=-\nabla V[\mathbf {r} (t)].}
需注意此模型假定粒子為一質點，但這在許多情形之下是錯誤的，如行星運動的模型之類。
- 邻居遥感模型（英语：Neighbour-sensing model）解释了从最初的混沌真菌网络形成蘑菇的过程。
- 计算机科学：计算机网络模型，数据模型，表面模型等。
- 力学：火箭模型运动等。

## 数学建模竞赛

### 美國
MCM/ICM是Mathematical Contest in Modeling和Interdisciplinary Contest in Modeling的缩写，即“数学建模竞赛”和“交叉学科建模竞赛”。MCM始于1985年，ICM始于2000年，由COMAP（the Consortium for Mathematics and Its Application，美国数学及其应用联合会）主办，得到了SIAM，NSA，INFORMS等多个组织的赞助。MCM/ICM与其他著名数学竞赛（如Putnam数学竞赛）的区别在于其着重强调研究问题、解决方案的原创性、团队合作、交流以及结果的合理性。竞赛以三人（本科生）为一组，在四天时间内，就指定的问题完成从建立模型、求解、验证到论文撰写的全部工作。竞赛每年都吸引大量著名高校参赛。2008年MCM/ICM有超过2000个队伍参加，遍及五大洲。MCM/ICM已经成为最著名的国际大学生竞赛之一。

### 中國
全国大学生数学建模竞赛创办于1992年，每年一届，是首批列入“高校学科竞赛排行榜”的19项竞赛之一。2020年，来自全国及美国、英国、马来西亚的1470所院校/校区、45680队(本科41826队、专科3854队)、13万多人报名参赛。

## 延伸阅读

### 书籍
- Aris, Rutherford [ 1978 ] ( 1994 ). Mathematical Modelling Techniques, New York: Dover. ISBN 978-0-486-68131-3
- Bender, E.A. [ 1978 ] ( 2000 ). An Introduction to Mathematical Modeling, New York: Dover. ISBN 978-0-486-41180-4
- Gershenfeld, N. (1998) The Nature of Mathematical Modeling, Cambridge University Press ISBN 978-0-521-57095-4 .
- Lin, C.C. & Segel, L.A. ( 1988 ). Mathematics Applied to Deterministic Problems in the Natural Sciences, Philadelphia: SIAM. ISBN 978-0-89871-229-2